# 2425 Shenzhen
2425 Shenzhen este un asteroid din centura principală, descoperit pe 17 martie 1975 de Observatorul Zijinshan.